# Campagne de l'Oranie (1699-1700)
Conflits algéro-chérifiens
Batailles
La campagne de l'Oranie de 1699-1700 est menée par Moulay Zeïdan, fils du sultan, sur l'ouest de la régence d'Alger. Cet épisode rouvre les hostilités entre l'Empire chérifien et la régence d'Alger.

## Déroulement
En 1699, Moulay Ismaïl charge son fils Moulay Zeïdan, auquel il a confié le commandement de la province de Taza, de lancer une offensive contre les Turcs d'Alger, en coordination avec une offensive du Bey de Tunis sur la province de Constantine qui déclenche la guerre algéro-tunisienne de 1700. 
L'armée marocaine commandée par Moulay Zeïdan, parvient à s'emparer de Tlemcen, et à y chasser les Turcs de la ville, poussant même jusqu'à Mascara, dont le Bey Othmane est absent en raison d'une expédition. Les Marocains ravagent toute la région, saccagent la ville, pillant même le palais d'Othmane Bey. Cependant, peut-être pour sauver son butin, Moulay Zeïdan rentre au Maroc et ne profite pas de ses succès, acceptant de signer une trêve avec les Turcs, ce qui provoque la colère de son père, le sultan Moulay Ismaïl.
Ce dernier reprendra l'offensive en 1701 ce qui conduira à franchir la frontière algérienne et à rencontrer l'armée du dey d'Alger en personne face à laquelle il est finalement défait à la bataille du Chélif.

## Sources

### Sources bibliographiques
1. 1 2  Cour 2004, p. 158

#### Francophone
- Auguste Cour, L'établissement des dynasties des Chérifs au Maroc et leur rivalité avec les Turcs de la Régence d'Alger, 1509-1830, Editions Bouchène, 2004, 191 p. (lire en ligne)